# Ballysax
Ballysax är en ort i republiken Irland.   Den ligger i provinsen Leinster, i den centrala delen av landet, 40 km sydväst om huvudstaden Dublin. Ballysax ligger 100 meter över havet och antalet invånare är 333.
Terrängen runt Ballysax är platt. Runt Ballysax är det ganska glesbefolkat, med 43 invånare per kvadratkilometer. Närmaste större samhälle är Naas, 13,9 km nordost om Ballysax. Trakten runt Ballysax består i huvudsak av gräsmarker.